# Джанджгава, Николоз
Николоз Джанджгава (груз.  ნიკოლოზ [ნიკა] ჯანჯღავა ) (род. 23 апреля 1970) ― грузинский военный, генерал-майор, военный историк и в настоящее время является заместителем начальника генерального штаба Сил обороны Грузии. Один из первых грузинских офицеров, прошедших подготовку в США, занимал различные ключевые посты в вооруженных силах с 1998 по 2012 год. За свою карьеру Джанджгава трижды конфликтовал с грузинскими властями из-за оборонной политики и коррупции в вооруженных силах, что трижды приводило к его увольнению из армии, в 1998, 2002 и 2012 годах.

## Образование
В 1987 году поступил на исторический факультет Тбилисского государственного университета. С 1988 по 1989 год служил в Советской Армии.
В 1993 году прошел курс подготовки офицеров-артиллеристов Объединенной военной академии Министерства обороны Грузии. В 1995—1996 годах Джанджгава прошёл курсы в пехотном полку армии США, воздушно-десантной дивизии США и курсы рейнджеров армии США в Форт-Беннинге (штат Джорджия). В 1999—2000 годах прошёл курс подготовки офицера спецназа армии США в Форт-Брэгге (Северная Каролина, США), а в 2001—2002 годах учился в Колледже командования и генерального штаба армии США в Форте Ливенворт (штат Канзас).

## Карьера
Джанджгава вступил в грузинскую армию в 1992 году, до 1996 года служил офицером Управления внешних сношений Министерства обороны Грузии. В 1995 году стал одним из первых грузинских офицеров, прошедших подготовку в США. Служил старшим офицером в Управлении тактической разведки с 1996 года до увольнения армии в 1998 году из-за статьи в газете, в которой Джанджгава обвинил грузинское военное руководство в коррупции и некомпетентности. В том же году новый министр обороны Грузии вернул Джанджгаву в армию, назначив его командиром подразделения спецназа, впоследствии Джанджгава стал командующим Силами быстрого реагирования и исполняющим обязанности командующего Сухопутными войсками Грузии в 2002 году. В Грузии был главным сторонником проамериканской военной политики.
В июле 2002 года поссорился с министром обороны Тевзадзе и ушёл в отставку, сославшись на коррупцию и «невыносимые условия» в армии.
Джанджгава вернулся в армию после смены режима в Грузии в результате революции роз в ноябре 2003 года. Cлужил начальником отдела боевой подготовки Министерства обороны с 2004 по 2005 и командиром 4-й мотострелковой бригады с 2005 по 2007. 18 января 2007 года полковник Джанджгава был назначен начальником Национального управления охраны, занимался подготовкой военного резерва.
В декабре 2007 году был неожиданно уволен из-за, как предполагают некоторые грузинские военные аналитики, ряда несчастных случаев с боевыми выстрелами во время подготовки резервистов.
Джанджгава затем был военным атташе в Греции, Сербии и Македонии с 2008 по 2009 год, руководил департаментом стратегического планирования и военной политики в 2009 году и был начальником Командования военного образования и обучения с 2009 по 2011 год. В 2011 году командовал грузинской военной миссией при Международных силах содействия безопасности в Афганистане.
В 2012 году Джанджгава возглавлял департамент стратегического планирования Объединенного комитета начальников штабов Грузии до своего увольнения в августе 2012 года.
Осенью 2012 года был арестован по обвинению в «неподчинении и столкновении с полицией».
В марте 2013 года возобновил свою службу в Министерстве обороны в должности атташе в Италии и Сан-Марино.
В настоящее время он занимает должность заместителя начальника генерального штаба сил обороны Грузии, а в 2019 году дослужился до бригадного генерала.

## Награды
- Орден Чести
- Лента войск специальных операций Национальной гвардии США (1996)
- Медаль за особую службу (Канада)
- Почетный рыцарь, Почетная медаль (Грузия), (2001)
- Медаль за добросовестную службу (Грузия), (2009)
- Медаль за воинскую честь (Грузия)

## Публикации
В 2012 году опубликовал в ежеквартальном журнале «Connections» статью под названием «Споры в Арктике: угрозы и возможности».